# Český Šternberk
Český Šternberk (en allemand : Böhmisch Sternberg) est un bourg (městys) du district de Benešov, dans la région de Bohême-Centrale, en République tchèque. Sa population s'élevait à 166 habitants en 2020.

## Géographie
Český Šternberk est arrosée par la Sázava et se trouve à 18 km à l'est-nord-est de Benešov, à 30 km au sud-ouest de Kutná Hora et à 46 km au sud-est de Prague.
La commune est limitée par Drahňovice et Rataje nad Sázavou au nord, par Soběšín à l'est, par Divišov et Všechlapy au sud, et par Divišov à l'ouest.

## Histoire
La première mention écrite de la localité date de 1242. La commune a le statut de bourg (městys) depuis le 17 octobre 2006.

## Transports
Par la route, Český Šternberk se trouve à 20 km de Vlašim, à 23 km de Benešov, à 37 km de Kutna Hora et à 55 km de Prague. 
La localité est desservie par l'autoroute D1 ( 41).